# Наждак

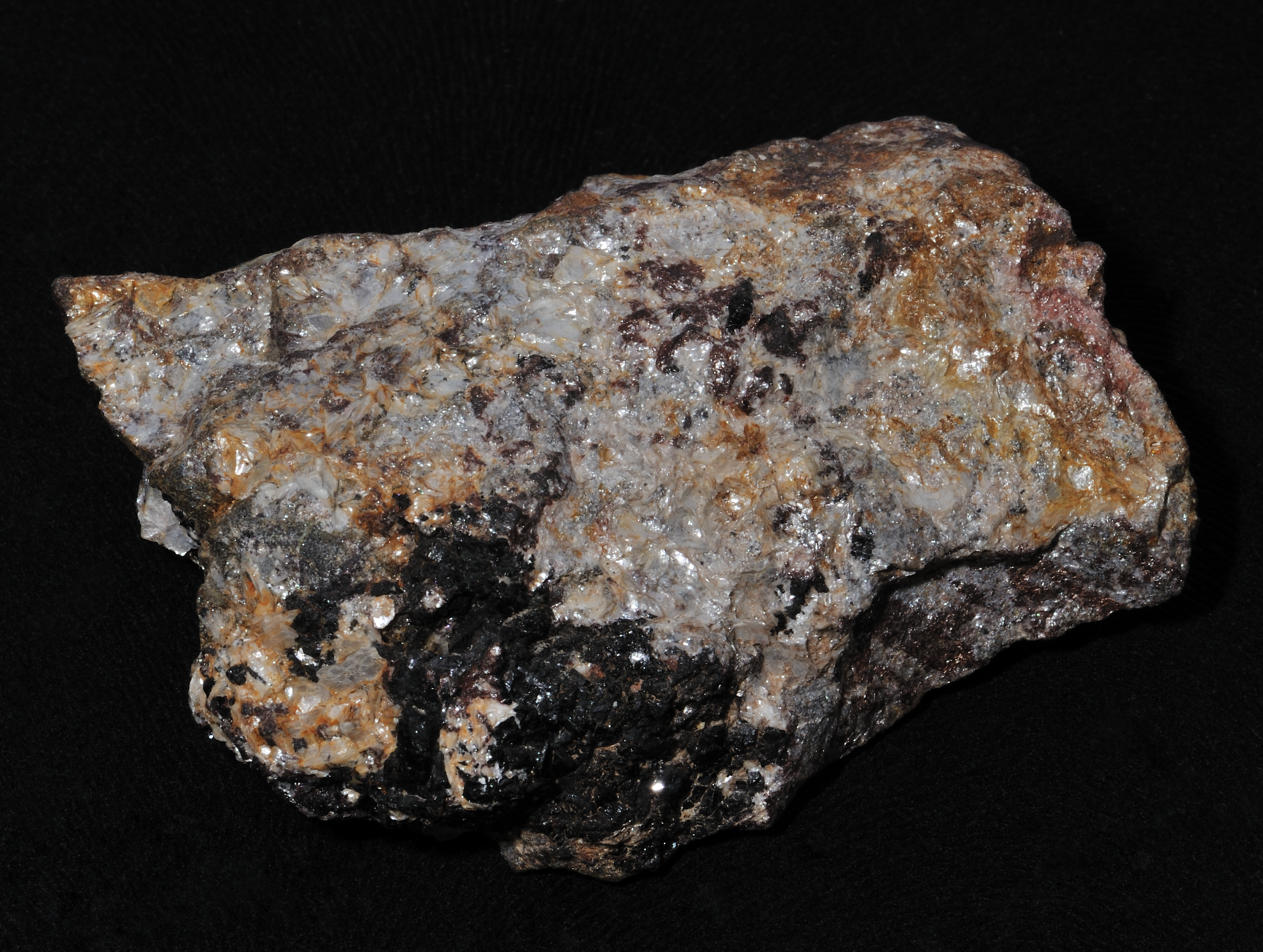
Природный наждак

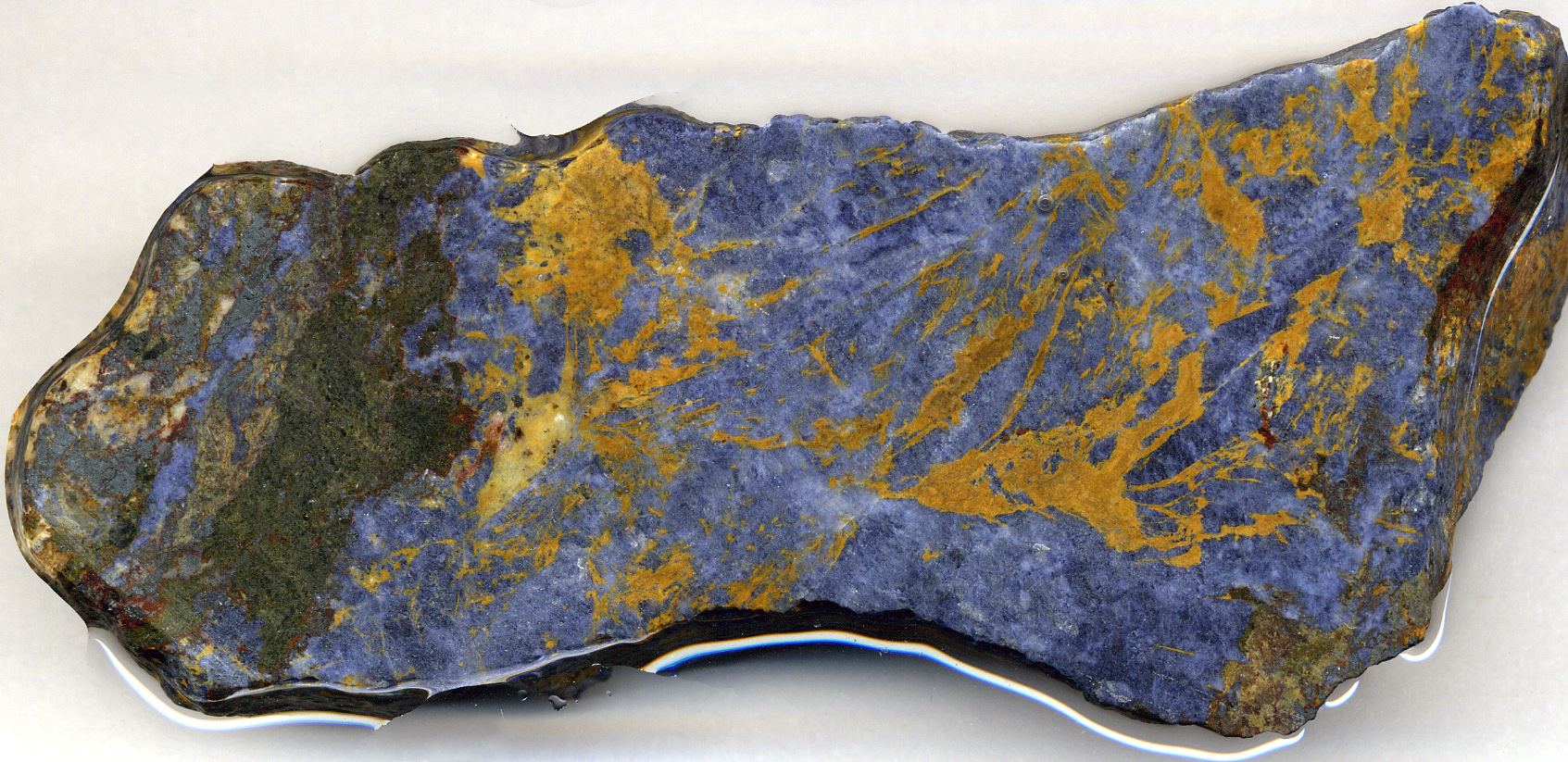
Природный наждак

Нажда́к — смесь корунда (альфа-оксида алюминия) с гематитом, магнетитом (чёрным магнитным оксидом железа Fe3O4) и др. Наждак высшего качества добывается на острове Наксос (Греция) и в Турции.
Относится к древнейшим абразивным материалам, применяемым человеком, в частности, для обработки мельничных жерновов. Широко использовался для шлифования свободным зерном.
В производстве точильных кругов наждак почти полностью вытеснен абразивами из искусственного корунда, хотя всё ещё используется в небольших количествах для шлифования металлов.

## Этимология
Согласно этимологическому словарю Фасмера русское название происходит от тур. naсаk — «дубина».